# Joseph Dieffenbach
Joseph Dieffenbach (1796-1863 ) was een Oostenrijkse hortulanus. Het plantengeslacht Dieffenbachia is naar hem vernoemd.
Dieffenbach was jarenlang hoofd-hovenier van de keizerlijke tuinen van Schloss Schönbrunn in Wenen waar er tot op de dag van vandaag nog steeds een tuin is.